# Генчо-Стайкова къща
Генчо-Стайковата къща е стара, възрожденска постройка в Копривщица, строена през втората половина на XIX век по време на Кримската война от дюлгери с устбашия (главен майстор) Уста Гавраил.

## Изписване на къщата
Няколко години след построяването в къщата на Генчо Стайков е започнато зографисване на вътрешните помещения и фасадата, като на източната ѝ страна, която гледа към улица „Геренилото“, в два елипсовидни медальона от стилизирани цветя се чете датата на завършване на стенописа – 26 април 1866 г.
Външните стени на къщата са боядисани в кафяв цвят. Поради множеството еркери на конструкцията стените са оформени във вид на колонада. Красиво очертаните бели колони, отговарящи на двата етажа, са подредени така, сякаш на тях се крепи конструкцията на къщата. Самите колони са с профилирани бази и капители, което им придава обем. Под всеки един от прозорците има сложен по един цветен гирлянд, а в паузите между тях – овални венци.
Вътредворната част на фасадата на къщата също е изписана с колони, стъпили върху цокъл, имитиращ квадрова облицовка. Там под прозорците има пирамидални композиции от майсторски съчетани листа и цъфнали стръкове. Орнаментите са очертавани с един и същи шаблон, а после изписвани със свободна ръка. Колорът им е бяло-син и контрастен с по-тъмните стени. Над входната врата също има богата орнаментална композиция, в чиято среда също има медальон с датата, на която е направена украсата. Тук ръката на художника е направила по-едри включените между колоните ритони, от които излизат букети от рози и неразцъфнали розови пъпки.
Стенописи покриват и вътрешните помещения на къщата. Стените на отвода са разделени на пана, а под тях има цокъл, наподобяващ балюстрада. Стаята в северозападната част на къщата е оформена по подобен начин. Тук има писана алафранга с надиплена и събрана на една страна завеса в орехов цвят и с извезани цветя. Под нея има портал, от който надничат кубетата и камбанариите на светъл розов град, поставени върху просторен плочник. Подобна алафранга има и в „синята стая“. Там под разделената на две алена завеса е нарисувана маса, разположена фронтално срещу зрителя, чийто плот перспективата съкращава в дълбочина. На масата има фино изписана ваза с две дръжки, пълна с алени рози и карамфили. Зад вазата се виждат ярки, пролетни дървета, а зад тях в дъното – прозачносин град. Салонът на втория етаж има цокъл от бели и кафяви квадрати, имитиращ облицовка от керамични плочки. Паната над него са с бяло-синя рамка, украсена с цветчета и завързани със стилизирани панделки. В центъра на паната на югоизточната стена са нарисувани венци с букети от светлорозови рози по средата им.
Генчо-Стайковата къща се намира на ул. „Димчо Дебелянов“ № 14, но не е музей и не е отворена за посещение.